# القوة عبر السعادة

شعار كرافت دورش فرويد.

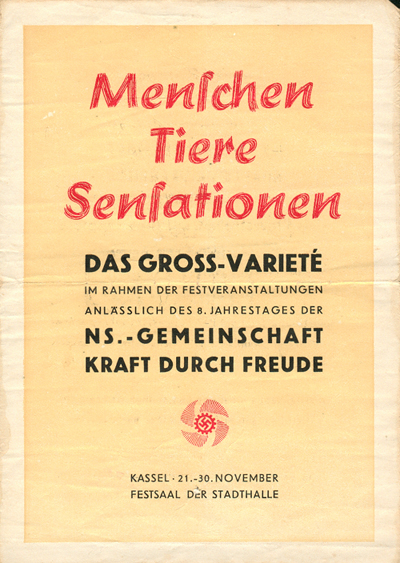
كتيب كرافت دورش فرويد.

القوة عبر السعادة (بالألمانية: Kraft durch Freude) هي منظمة ترفيهية تديرها الدولة في ألمانيا النازية. كانت جزءًا من جبهة العمل الألمانية (Deutsche Arbeitsfront، DAF)، المنظمة العمالية الألمانية في ذلك الوقت. أنشئت كأداة لتعزيز مزايا الاشتراكية القومية للشعب، وسرعان ما أصبحت أكبر مشغل سياحي في العالم في الثلاثينات.
كان الهدف الآخر الأقل إيديولوجية هو تعزيز الاقتصاد الألماني عن طريق تحفيز صناعة السياحة بعد الركود الذي شهدته في العشرينيات من القرن الماضي. كانت المنظمة ناجحة للغاية حتى اندلاع الحرب العالمية الثانية. بحلول عام 1934، شارك أكثر من مليوني ألماني في رحلات القوة عبر السعادة؛ بحلول عام 1939، كانت الأرقام المبلغ عنها تبلغ حوالي 25 مليون شخص. مع اندلاع الحرب في عام 1939، تعرضت المنظمة لأعمال تخريب، ولم تكتمل العديد من المشاريع، مثل منتجع برورا الكبير لقضاء العطلات.